# Heidemaria Onodi

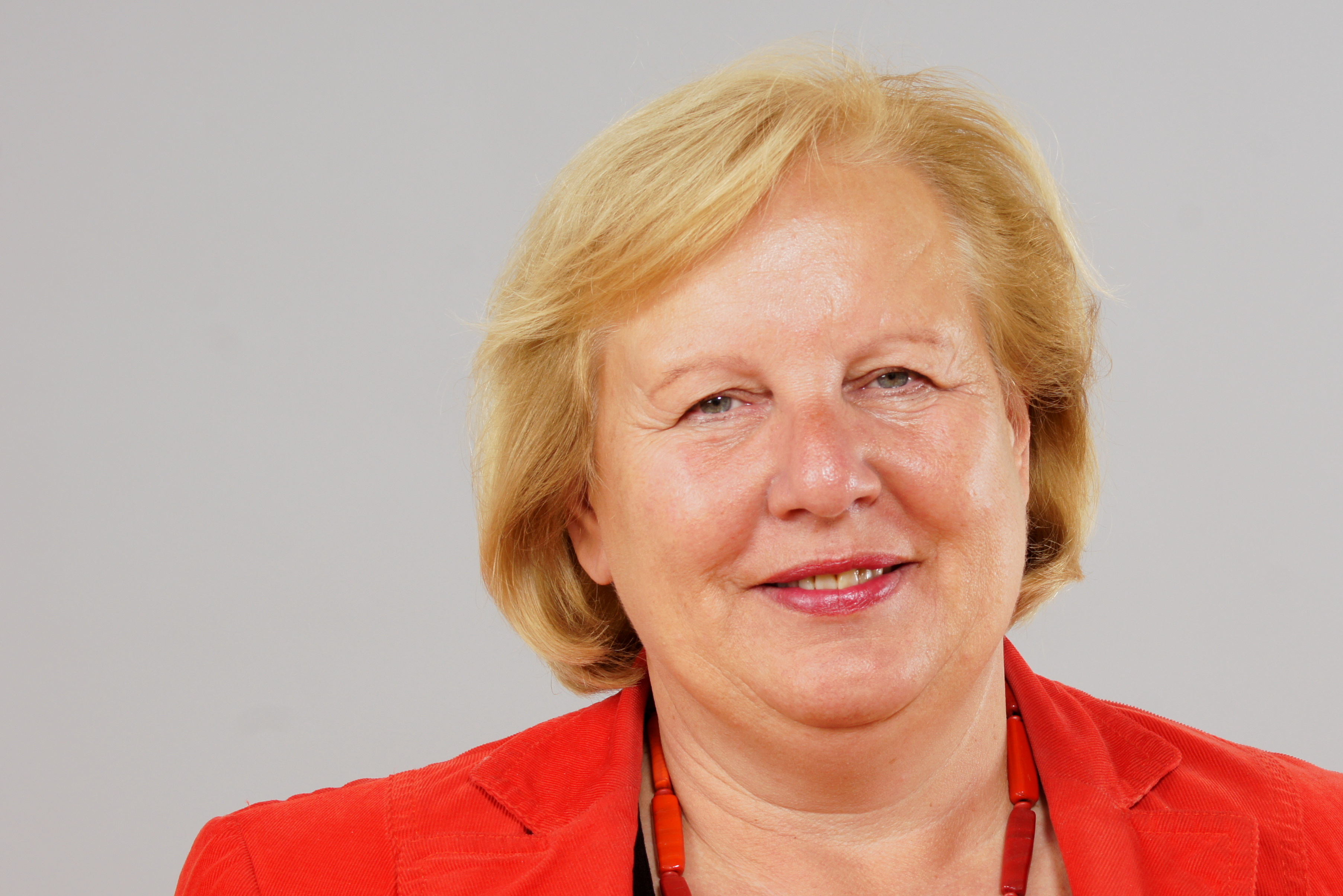
Heidemaria Onodi, 2013

Heidemaria Onodi (* 23. August 1957 in Doppel, Gemeinde Kirchstetten, Niederösterreich) ist eine ehemalige österreichische Politikerin. Sie war von 1992 bis 1998 Abgeordnete zum Nationalrat, von 1998 bis 2001 Abgeordnete zum Landtag von Niederösterreich und Zweite Landtagspräsidentin, von 2001 bis 2008 Landesparteiobfrau der SPÖ Niederösterreich und Landeshauptmannstellvertreterin und von 2008 bis 2018 erneut Abgeordnete zum Landtag von Niederösterreich.

## Ausbildung und politische Karriere
Heidemaria Onodi ist diplomierte Gesundheits- und Krankenschwester und arbeitete auch als Lehrerin für Gesundheits- und Krankenpflege. Ihre politische Karriere begann sie in den 1980er Jahren. In ihrer Heimatstadt St. Pölten trat sie 1989 in den Gemeinderat ein, dem sie bis 1993 angehörte.
Als Nachfolgerin von Adelheid Praher war Onodi von 1. Dezember 1992 bis 31. März 1998 Abgeordnete zum Nationalrat der Republik Österreich sowie Abgeordnete im niederösterreichischen Landtag. 1998 bis 2001 bekleidete sie auch das Amt der Zweiten Präsidentin des Landtages von Niederösterreich. Am 5. Mai 2001 löste sie Karl Schlögl als Landesparteivorsitzenden der SPÖ Niederösterreich ab und wirkte ab dem 19. April 2001 auch als Landeshauptmannstellvertreterin.
Am 10. März 2008 gab Onodi ihren Rücktritt aus allen Funktionen bekannt, nachdem am Tag zuvor bei der Landtagswahl die niederösterreichische SPÖ einen historischen Verlust von 7,91 Prozentpunkten verkraften musste. Mit diesem Schritt übernahm sie die Verantwortung für diese Niederlage, blieb aber als Landtagsabgeordnete in der Politik.
Ihr Nachfolger war der vorherige Landesgeschäftsführer Josef Leitner, welcher auch die Funktion des Landeshauptmannstellvertreters von Onodi übernahm.
Nach der Landtagswahl in Niederösterreich 2018 schied sie aus dem Landtag aus.

## Privates
Heidemaria Onodi ist verwitwet, ihr Gatte ist am 12. Juni 2011 verstorben.

## Auszeichnungen (Auswahl)
- Goldenes Komturkreuz mit dem Stern des Ehrenzeichens für Verdienste um das Bundesland Niederösterreich (2010)
- Großes Goldenes Ehrenzeichen mit dem Stern für Verdienste um die Republik Österreich[3] (2010)
- Viktor-Adler-Plakette der SPÖ (2018)
- Dr. Herta Firnberg-Medaille (2023)